# Мерфи, Киллиан
Ки́ллиан Мерфи (англ. Cillian Murphy; род. 25 мая 1976) — ирландский актёр и музыкант, работающий в театре, кино и на телевидении. Начав творческую карьеру в качестве вокалиста и музыканта в рок-группе, он отказался от контракта с лейблом звукозаписи и решил посвятить себя актёрскому мастерству. В 2020 году газета The Irish Times назвала его одним из величайших ирландских киноактёров в истории.
Его профессиональный дебют состоялся в 1996 году в постановке по пьесе Энды Уолша «Дискосвиньи», роль, которую он позже повторил в экранизации 2001 года. Среди его ранних киноработ — постапокалиптический фильм ужасов «28 дней спустя» (2002), чёрная комедия «Разрыв» (2003), триллер-боевик «Ночной рейс» (2005), военная драма «Ветер, который качает вереск» (2006) и научно-фантастический триллер «Пекло» (2007). Роль ирландской транс-женщины в комедийной драме «Завтрак на Плутоне» (2005) принесла ему первую номинацию на премию «Золотой глобус» за лучшую мужскую роль в комедии или мюзикле.
Мерфи известен сотрудничеством с режиссёром Кристофером Ноланом: он сыграл Пугало в трилогии «Тёмный рыцарь» (2005—2012), снялся в научно-фантастическом боевике «Начало» (2010) и военной драме «Дюнкерк» (2017). Большую известность он получил благодаря роли Томми Шелби в драматическом сериале BBC «Острые козырьки» (2013—2022). В 2023 году актёр исполнил роль физика Роберта Оппенгеймера в шестом совместном с Ноланом проекте — эпическом биографическом фильме «Оппенгеймер». Эта работа принесла ему премии BAFTA, «Золотой глобус», Гильдии киноактёров США и «Оскар» в номинации «Лучшая мужская роль».

## Ранние годы и образование
Киллиан Мёрфи родился 25 мая 1976 года в Дугласе, пригороде Корка, в семье, где профессия педагога стала почти что наследственной. Его мать Мэри преподавала французский язык, отец Брендан занимал должность в Департаменте образования, а дед, тёти и дяди будущего актёра также посвятили себя учительскому ремеслу. «Моя мама — учительница французского, папа — ирландского и математики, тети и дяди — все они были учителями. Я был уверен на 100 %, что никогда не свяжу свою жизнь с этой профессией», — вспоминал Мёрфи. Детство Киллиана прошло в Баллинтемпле, где он рос вместе с младшим братом Пэди и сёстрами Шиле и Орлой. Уже в десятилетнем возрасте у него проявились творческие наклонности — он начал сочинять песни и выступать перед публикой.

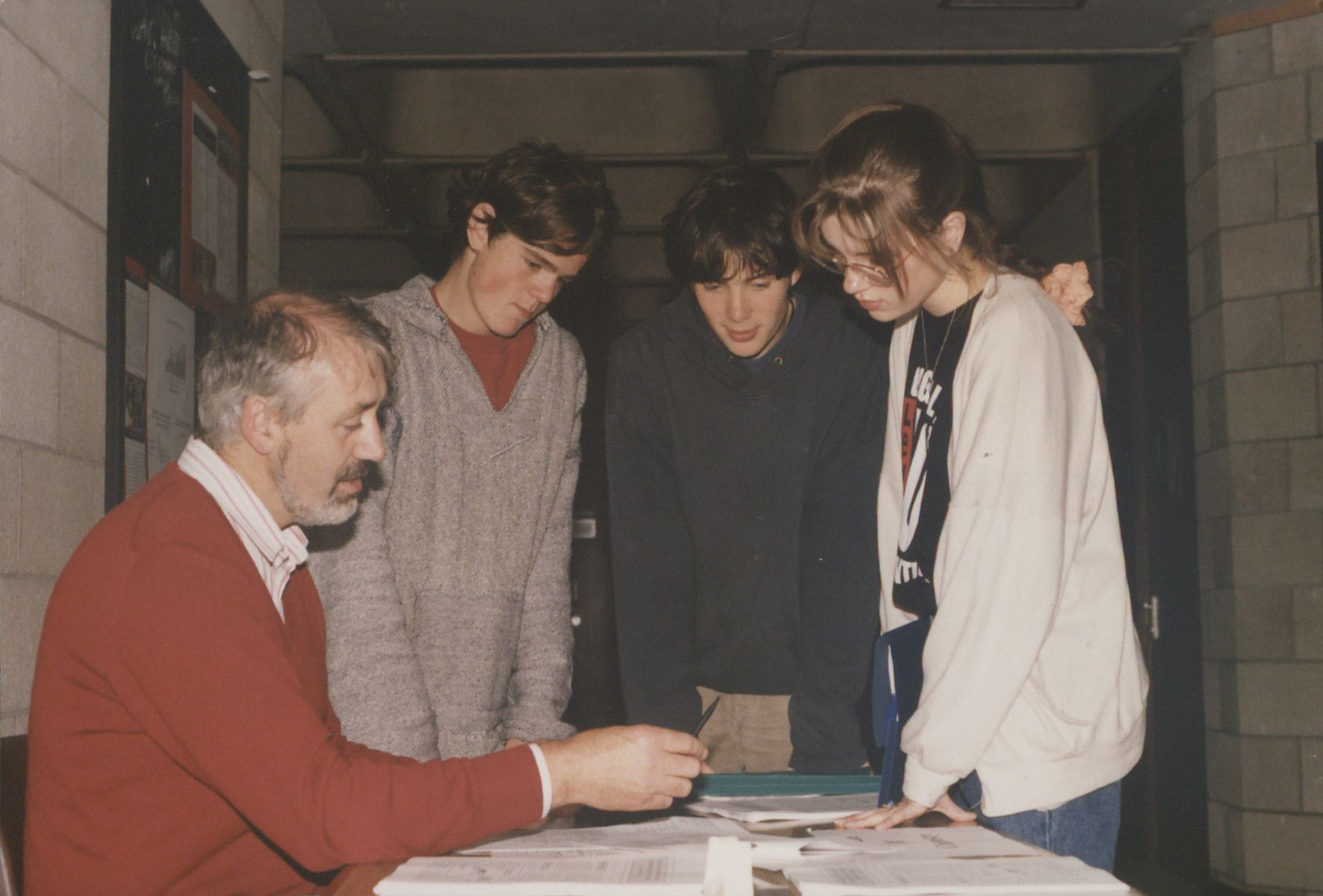
Мёрфи (третий слева) в 1992 году

Воспитанный в католической традиции, Мёрфи обучался в престижной школе Presentation Brothers College, где демонстрировал неплохие академические успехи, однако нередко нарушал дисциплину, что порой приводило к временному отстранению от занятий. Лишь к четвёртому году обучения он осознал, что продолжать бунтовать не имеет смысла. В отличие от многих сверстников, он не испытывал особого интереса к спорту, который занимал важное место в школьной программе, и сожалел о недостаточном внимании, уделяемом художественному образованию.
Переломный момент наступил, когда в школе состоялся театральный мастер-класс под руководством Пэта Кирнана, художественного руководителя экспериментальной театральной труппы «Коркадорка». Позже Мёрфи вспоминал это событие как невероятный эмоциональный подъём, ощущение полной осознанности, которое он стремился вновь испытать.
Несмотря на то, что его школьный учитель литературы, писатель Уильям Уолл, советовал ему заняться актёрским мастерством, юный Мёрфи грезил о карьере рок-звезды. Вместе с братом он создал несколько музыкальных коллективов, самым успешным из которых стала группа The Sons of Mr. Green Genes — название, вдохновлённое одноимённой композицией Фрэнка Заппы из альбома Hot Rats. По словам самого Мёрфи, их творчество отличалось эксцентричными текстами и затяжными гитарными соло. Большое влияние на молодых музыкантов оказали жанр эйсид-джаз и группы James Taylor Quartet, Corduroy и Galliano. Хотя лейбл Acid Jazz Records предложил им контракт на пять альбомов, братья отказались, отчасти из-за того, что Пэди ещё учился в школе, а отчасти из-за невыгодных условий соглашения, лишавшего Мёрфи прав на его собственные сочинения. Впоследствии актёр признавался, что нисколько не жалеет о принятом решении, поскольку подобные контракты, по сути, превращают музыкантов в «собственность» звукозаписывающей компании.
В 1996 году Мёрфи поступил в Университетский колледж Корка на факультет права, однако провалил экзамены уже на первом курсе — отчасти из-за увлечения музыкой, отчасти из-за полного отсутствия интереса к юриспруденции, которая разочаровала его буквально в первые дни обучения. Переломным моментом стало знакомство с постановкой «Заводного апельсина» в исполнении труппы «Коркадорка», после чего он всерьёз увлёкся актёрским ремеслом. Его первой значительной ролью стало участие в любительской постановке пьесы «Наблюдайте, как сыновья Ольстера маршируют к Сомме» в университетском драматическом обществе. Позже Мёрфи исполнил главную роль в мюзикле «Магазинчик ужасов», который шёл на сцене Коркского оперного театра. Впрочем, как признавался сам актёр, в тот момент его мотивация была далека от высокого искусства — куда больше его занимали студенческие вечеринки и знакомства с девушками.

## Карьера

### 1996—2002: игра в театре и первые роли
Мёрфи, движимый решимостью и уверенностью в своих силах, настоял на прослушивании в театральной труппе «Коркадорка», добившись встречи с Пэтом Кирнаном. В сентябре 1996 года состоялся его профессиональный дебют на сцене — роль взрывного подростка из Корка в пьесе Энды Уолша «Дискосвиньи». Это была напряжённая двухсерийная постановка о паре, состоящей в разрушительных отношениях, действие которой происходит в сюрреалистичной альтернативной версии Корка. Сам Уолш позже вспоминал первую встречу с актёром: «В нём было что-то необъяснимое — невероятно харизматичное, он входил в комнату с такой мощной энергетикой, что невольно восклицал: „Боже мой!“ И дело вовсе не в тех проклятых глазах, о которых все теперь говорят». Сам Мёрфи с присущей ему самоиронией отмечал: «Я был невероятно самоуверен, мне нечего было терять, и, наверное, это идеально подходило роли».
Первоначально спектакль должен был идти всего три недели в Корке, но успех оказался настолько оглушительным, что «Дискосвиньи» отправились в двухлетнее турне по Европе, Канаде и Австралии. Мёрфи, увлечённый новым делом, оставил университет и музыкальную карьеру. Хотя он планировал вернуться к музыке, судьба распорядилась иначе: после одного из спектаклей его заметил агент, и с этого момента начался стремительный взлёт его актёрской биографии.
В последующие годы он блистал в театре, воплотив на сцене персонажей шекспировской комедии «Много шума из ничего» (1998), драмы «Деревенский парень» и «Юнона и павлин» (обе — 1999). Параллельно он начал сниматься в независимом кино — таких картинах, как «На краю» (2001), а также в короткометражных фильмах «Предательство возвращается» (2000) и «Хранители» (2001). Он вновь сыграл свою знаменитую роль в экранизации «Дискосвиней» (2001) и появился в мини-сериале BBC по мотивам романа Энтони Троллопа «Как мы теперь живём». В этот период Мёрфи переехал из Корка — сначала в Дублин, а в 2001 году обосновался в Лондоне.
В 2002 году он сыграл Адама в постановке пьесы Нила Лабута «Форма вещей» в дублинском «Гейт-театре». Театральный критик The Irish Times Финтан О’Тул высоко оценил его игру: «Мерфи демонстрирует поразительную тонкость и интеллект, постепенно раскрывая метаморфозы своего персонажа».

### 2002—2004: прорыв с «28 дней спустя»
Вскоре Мёрфи получил главную роль в постапокалиптическом фильме ужасов Дэнни Бойла «28 дней спустя» (2002), сыграв Джима — одного из немногих выживших после смертоносной пандемии. Его персонаж, очнувшись от комы в опустевшем лондонском госпитале, обнаруживает себя в мире, превратившемся в безлюдную пустыню, где царит атмосфера безысходности и тревоги. Кастинг-директор Гейл Стивенс предложила Бойлу прослушать Мёрфи на эту роль, впечатлившись его игрой в «Дискосвиньях». Интересно, что решение включить в фильм сцену с полным обнажением актёра пришло лишь во время съёмок, когда создатели оценили его хрупкую, почти бесплотную фигуру, идеально передающую уязвимость персонажа. Стивенс отмечала, что, несмотря на природную застенчивость и привычку отводить взгляд от камеры, Мёрфи обладал особой, почти гипнотической харизмой — его игра излучала меланхоличную, отрешённую грацию, которая идеально вписалась в мрачную эстетику фильма.
Я пришёл из театра и до сих пор стараюсь каждый год играть хотя бы в одном спектакле. Это важно — не терять навыки. В кино или на телевидении ты не встретишь таких глубоких, блестяще прописанных ролей, как в театре. Для меня сцена — это школа актёрского мастерства, а возможность работать с такими мастерами — настоящий подарок.
Вышедший в конце 2002 года в Великобритании, к середине следующего года фильм неожиданно стал кассовым хитом в Северной Америке и других странах, впервые выведя Мёрфи на широкую международную аудиторию. Критики высоко оценили его работу, номинировав на премии Empire Awards как «Лучшего новичка» и MTV Movie Awards MTV Movie Awards в категории «Прорыв года». Сам актёр признавался, что воспринимал фильм не просто как зомби-хоррор, а как глубокое философское высказывание, и был удивлён, насколько тепло его приняла американская публика, несмотря на мрачный сюжет и жестокие сцены. Впоследствии Мёрфи с гордостью отмечал новаторство картины: именно «28 дней спустя» впервые заставило зомби не медленно брести, а стремительно бежать, что радикально изменило жанр.
Год спустя Мёрфи обратился к театральной классике, сыграв Константина в постановке чеховской «Чайки» на Эдинбургском международном фестивале. Он объяснял свой выбор тем, что его персонаж проходит сложный эмоциональный путь — от юношеского максимализма и жажды признания к осознанию тщетности творчества, лишённого подлинного смысла.
В том же 2003 году он снялся в ирландской криминальной трагикомедии «Разрыв» в роли несчастного влюблённого, который вместе с героем Колина Фаррелла затевает ограбление банка. Фильм побил рекорды кассовых сборов среди независимых ирландских картин, уступив позже лишь «Ветру, который качает вереск». Журналисты сравнивали Мёрфи с Фарреллом, отмечая, однако, его более сдержанный, интеллигентный стиль игры и отсутствие скандального шлейфа.
Кроме того, Мёрфи появился в эпизодической, но запоминающейся роли дезертира в голливудской драме «Холодная гора» (2003), где его герой сталкивается с персонажем Джуда Лоу в одной из самых мрачных сцен фильма. Несмотря на масштаб производства, актёр провёл на съёмках в Румынии всего неделю, позже вспоминая удивительное спокойствие режиссёра Энтони Мингеллы. Ещё одной работой того периода стала небольшая, но выразительная роль мясника в исторической драме «Девушка с жемчужной серёжкой» со Скарлетт Йоханссон и Колином Фёртом в главных ролях.
В 2004 году Мёрфи вновь вернулся в театр, отправившись в турне по Ирландии с постановкой «Удалой молодец — гордость Запада» (где сыграл Криса Мехоуна) в составе театральной труппы «Друид» под руководством Гарри Хайнса, с которым уже сотрудничал в 1999 году в спектаклях «Юнона и Павлин» и «Деревенский парень».

### 2005—2006: роли злодеев и успех у критиков

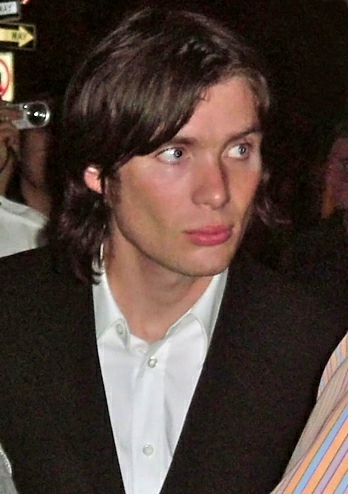
На 43-м кинофестивале в Нью-Йорке (октябрь 2005)

В 2005 году Мёрфи воплотил на экране доктора Джонатана Крейна в фильме Кристофера Нолана «Бэтмен: Начало». Изначально актёр пробовался на роль Брюса Уэйна / Бэтмена, однако сам не считал, что обладает подходящей для супергероя физической формой, но с энтузиазмом воспользовался возможностью поработать с Ноланом. Главная роль досталась Кристиану Бейлу, однако режиссёр, впечатлённый игрой Мёрфи, предложил ему второстепенный, но яркий образ доктора Крейна, чьё альтер-эго — зловещий Пугало. В интервью журналу Spin Нолан признался: «У него невероятные глаза, и я постоянно искал поводы, чтобы в крупных планах он снимал очки». В том же году Мёрфи сыграл Джексона Риппнера, терроризирующего персонажа Рейчел Макадамс во время ночного перелёта в триллере Уэса Крейвена «Ночной рейс». Кинокритик Манола Даргис отметила, что Мёрфи создал «идеального кинозлодея», а его «ледяные голубые глаза способны заморозить воду, а волчий оскал внушает настоящий ужас». Фильм получил положительные отзывы и собрал в мировом прокате почти 100 миллионов долларов.
За роли злодеев в 2005 году Мёрфи удостоился нескольких номинаций, включая звание «Лучший кинозлодей» на MTV Movie Awards 2006 года за «Бэтмен: Начало». Журнал Entertainment Weekly включил его в список «Лучших актёров лета» — десятку исполнителей, совершивших прорыв в киноиндустрии. Рецензент Дэвид Денби написал: «Киллиан Мёрфи, чьи ангельские черты могут в мгновение ока стать демоническими, — один из самых элегантно-соблазнительных монстров в современном кино».
В драме Нила Джордана «Завтрак на Плутоне», основанной на одноимённом романе Патрика Маккейба, Мёрфи предстал в образе Патрика, он же Киттен Брэйден — трансгендерной ирландки, ищущей свою мать. На фоне калейдоскопических декораций 1970-х — гламура рок-сцены, магических шоу, кварталов красных фонарей и жестокости ИРА — герой Мёрфи превращается из андрогинного подростка в белокурую дрэг-квин. Актёр пробовался на эту роль ещё в 2001 году, и хотя Джордану он понравился, режиссёр «Жестокой игры» сомневался, стоит ли вновь обращаться к темам трансгендерности и ирландского конфликта. Мёрфи несколько лет убеждал Джордана начать съёмки, пока не стал слишком взрослым для роли. В 2004 году он готовился к съёмкам, встречаясь с трансвеститом, который помогал ему с макияжем и брал с собой в клубы. Роль требовала тщательного преображения: выщипывания бровей, удаления волос на груди и ногах. Роджер Эберт отметил, что Мёрфи играет Киттен «с нотками озорства и надежды». Если некоторые рецензенты хвалили фильм прохладно, то игру Мёрфи почти единодушно признавали выдающейся, хотя The Village Voice сочёл её «излишне миловидной и неубедительной». За эту роль актёр получил номинацию на«Золотой глобус» как лучший актёр в комедии или мюзикле и был удостоен премии Ирландской киноакадемии.
В 2006 году Мёрфи снялся в драме «Ветер, который качает вереск», посвящённой войне за независимость Ирландии и и последовавшей за ней гражданской войне. Фильм получил «Золотую пальмовую ветвь» на Каннском кинофестивале и стал самым кассовым ирландским независимым кино в истории страны. Мёрфи особенно дорожил этой работой, поскольку съёмки проходили в Корке, с которым у актёра связаны личные воспоминания. Он шесть раз пробовался на роль Дэмиена О’Донована — молодого врача, ставшего революционером, — и, получив её, назвал огромной честью. «Я безмерно горжусь этим фильмом, — говорил актёр. — Политика, расколы… У каждого здесь есть семейные истории, связанные с той борьбой». Дэвид Денби отметил «глубину и своеобразие» его игры, а Кеннет Туран из Los Angeles Times писал, что «Мёрфи мастерски передаёт фанатизм, муки совести и сожаление, показывая человека, которого съедает изнутри необходимость действовать вопреки своим принципам». Журнал GQ назвал Мёрфи «Актёром года».

### 2006—2010: дальнейшие роли в театре и кино

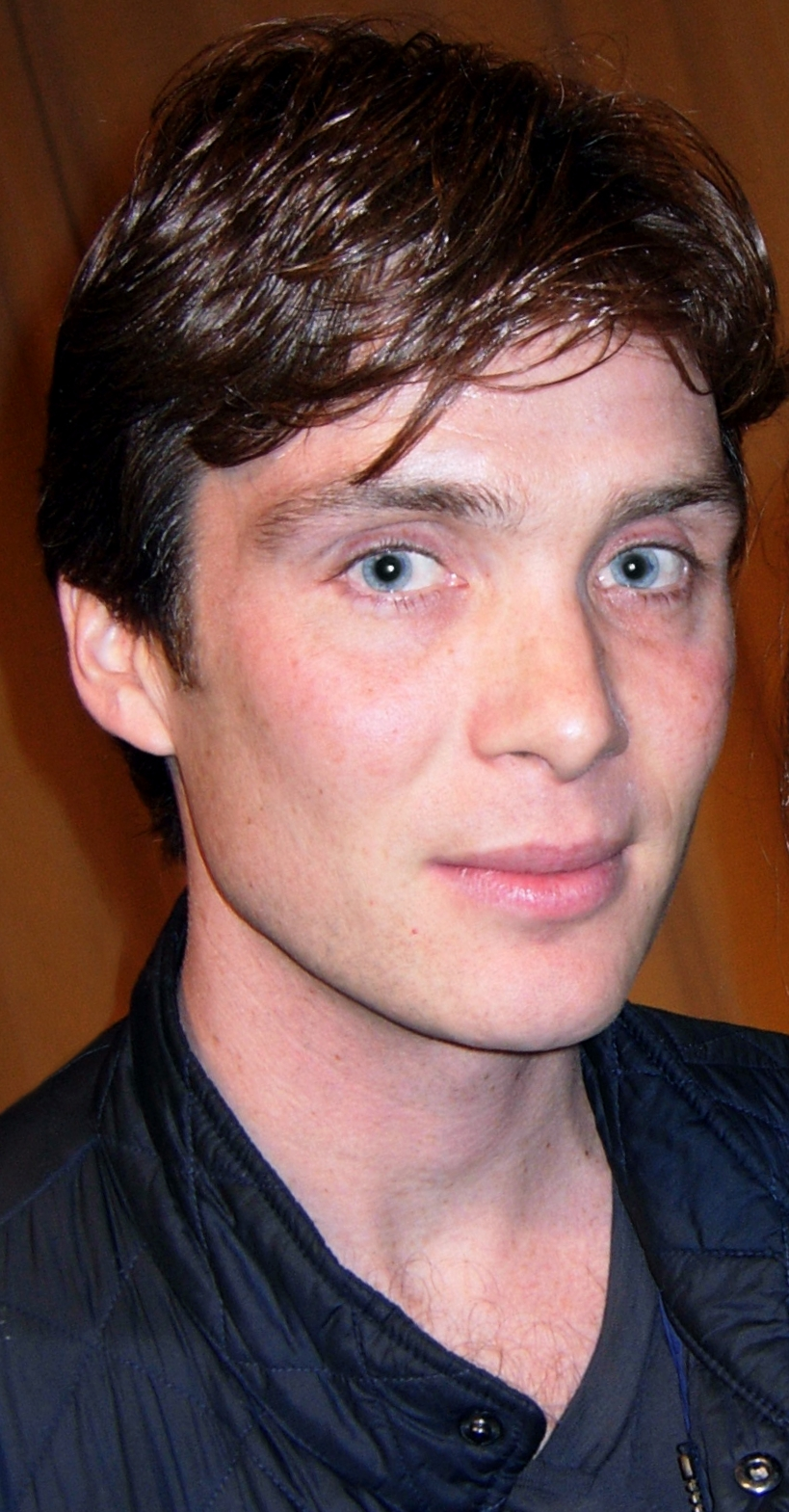
В 2010 году

В ноябре 2006 года Килиан Мёрфи вновь вышел на театральные подмостки, на этот раз в лондонском театре «Амбассадорз» в Вест-Энде, где до февраля 2007 года исполнял главную роль в пьесе Джона Колвенбаха «Песня о любви» вместе с Нив Кэмпбелл. Критики из Theatre Record отмечали, что его персонаж Бин предстаёт перед зрителем в образе трогательно-чудаковатого" эмоционально нестабильного героя, чья сентиментальная одинокость сочетается с невероятной харизмой. Особо подчёркивалась выразительная игра актёра — его пронзительные голубые глаза и нервные движения рук, благодаря которым персонаж превращался из болезненно застенчивого тихони в красноречивого и страстного любовника. Журнал Variety также высоко оценил работу Мёрфи, отметив, что он столь же магнетичен на сцене, как и на экране, а его неторопливая, но глубокая игра придала персонажу, балансирующему между наивностью и эксцентричностью, особую убедительность.
В том же году Мёрфи снялся в научно-фантастическом фильме «Пекло» (2007) режиссёра Дэнни Бойла, где сыграл роль физика-астронавта, участвующего в миссии по спасению Солнца. Позже он появился в романтической комедии «Насмотревшись детективов» (2007) вместе с Люси Лью, которая была показана на кинофестивале «Трайбека», но в прокат вышла сразу на DVD. Ещё одной заметной работой того периода должна была стать роль Ричарда Невилла, редактора психоделического журнала Oz в фильме «Хиппи Хиппи Шейк», съёмки которого завершились в 2007 году, однако картина так и не вышла в свет, оставшись на полке до 2011 года.
В 2008 году Мёрфи вновь появился в образе Пугала в «Тёмном рыцаре» — продолжении «Бэтмена: Начало» Кристофера Нолана. Затем он сыграл в драме «Запретная любовь», посвящённой сложным любовным отношениям поэта Дилана Томаса, где его партнёрами стали Кира Найтли, Сиенна Миллер и Мэттью Риз. В том же году актёр удостоился необычной чести — его изображение появилось на почтовой марке, выпущенной ирландской почтовой службой An Post в серии, посвящённой кинематографу (марка основывалась на кадре из фильма «Ветер, который качает вереск»).
2009 год принёс Мёрфи участие в необычном короткометражном проекте «Вода» — почти немом фильме канадского режиссёра Кевина Дрю, где актёр сыграл вместе с музыканткой Feist. Позже он появился в криминальной трагикомедии «Щедрость Перрье» в роли мелкого преступника, скрывающегося от гангстеров Брендана Глисона.
В 2010 году Мёрфи вернулся в театр, приняв участие в юбилейном шоу From Galway to Broadway and back again, посвящённой 35-летию театральной труппы «Друид». Тогда же вышел психологический триллер «Пикок», созданный специально для видеопроката. Партнёрами Мёрфи по фильму стали Эллиот Пейдж, Сьюзан Сарандон и Билл Пуллман. Актёр исполнил роль мужчины с раздвоением личности, выдающего себя за собственную жену. Кинокритик газеты The Washington Times назвал фильм «красиво смонтированной психологической драмой с захватывающей главной ролью Киллиана Мёрфи». Он отметил, что хотя актёр и раньше играл роли, где переодевался в женскую одежду, его работа задала «новый стандарт для гендерно-размытых ролей». В том же году Мёрфи снялся в культовом «Начале» Нолана, сыграв Роберта Фишера — наследника бизнес-империи, чьё сознание становится полем для дерзкой операции. Завершил этот насыщенный период эпизодическая, но символическая роль в «Троне: Наследии», где он появился в образе программиста Эдварда Дилинджера-младшего, сына антагониста оригинального «Трона».

### 2011—2015: дальнейшее признание и «Острые козырьки»

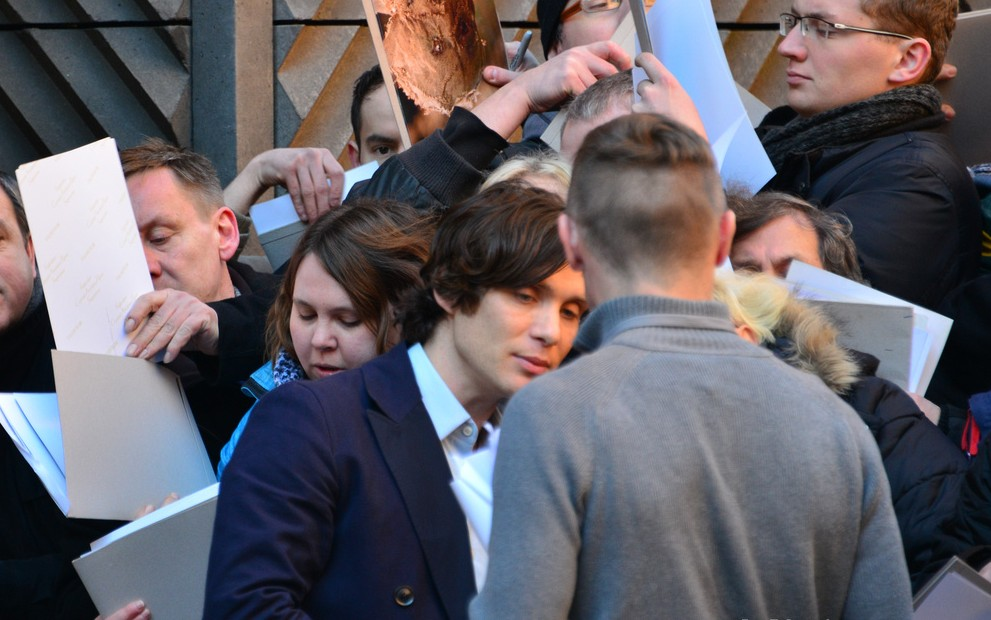
На презентации фильма «На высоте» в Берлине (2014)

В 2011 году Мёрфи вновь сотрудничал с драматургом Эндой Уолшем, с которым ранее работал над постановкой «Дискосвиней». На этот раз актёр исполнил главную роль в моноспектакле «Человек-загадка», поставленном Уолшем. Премьера состоялась в Голуэе, после чего спектакль был показан в бруклинском театре «Склад Святой Анны». Сам Мёрфи отмечал исключительную сложность этой работы: «Живая природа театра делает её невероятно рискованной. Ты существуешь на сцене лишь благодаря доброй воле зрителей, а в моноспектакле эта зависимость ощущается особенно остро». Его исполнение роли Томаса Магилла — персонажа, сочетающего в себе травмированную уязвимость и опасную моральную деформацию, — было высоко оценено критиками. За эту работу актёр получил театральную премию газеты The Irish Times и награду «Драма Деск». Обозреватель International Herald Tribune Сара Лайалл писала о необыкновенной способности Мёрфи создавать тревожные, но завораживающие образы, отмечая, что после одного из спектаклей зал замер в гробовом молчании, прежде чем взорваться овациями.
В том же году Мёрфи снялся в британском хоррор-фильме «Побег», вышедшем в ограниченный прокат, а также в научно-фантастической ленте «Время» с Джастином Тимберлейком и Амандой Сейфрид, которая, однако, не снискала расположения критиков.

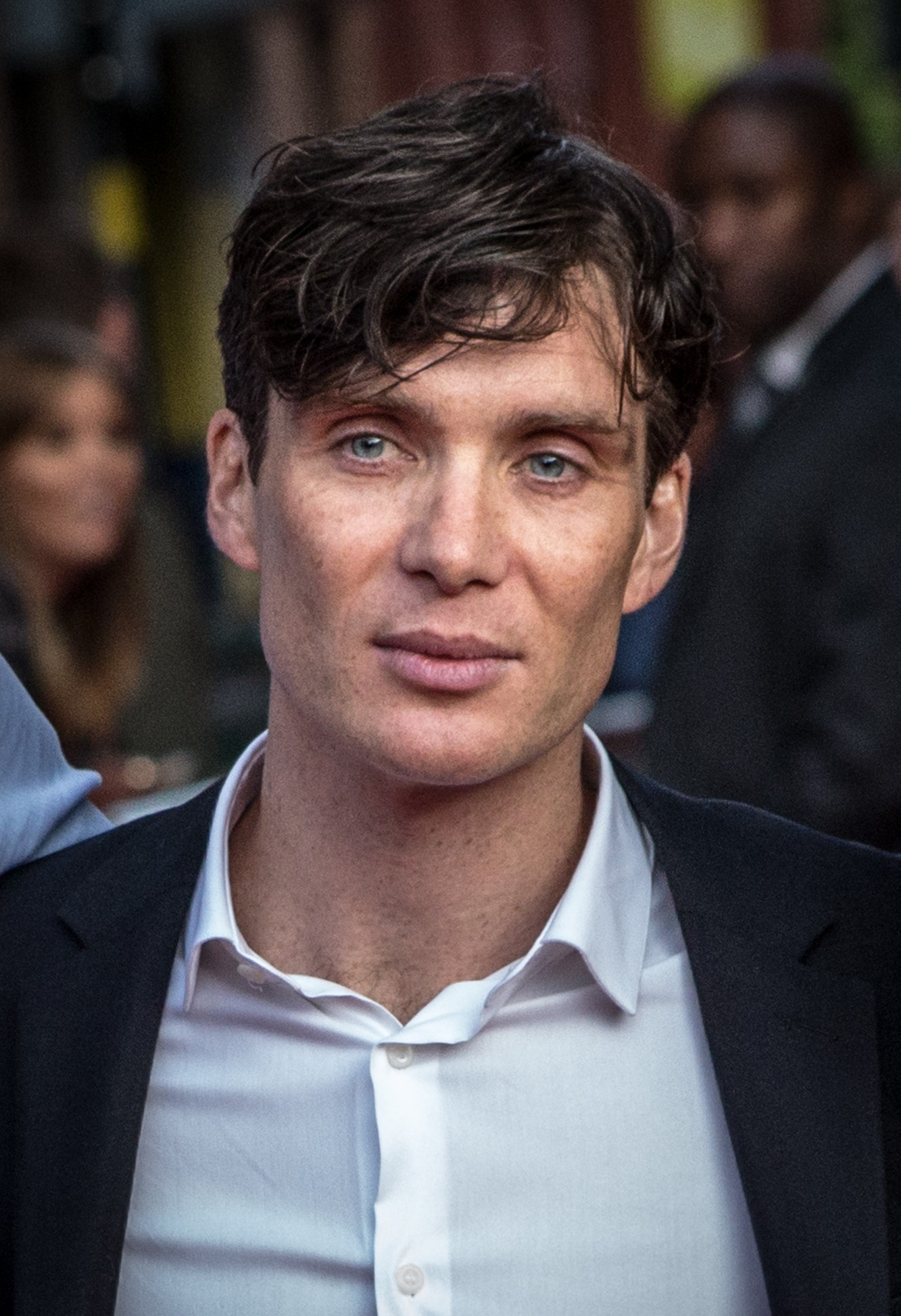
На премьере второго сезона «Острых козырьков» (2014)

Год спустя актёр появился в триллере «Красные огни» с Робертом Де Ниро и Сигурни Уивер, сыграв ассистента исследователя паранормальных явлений. Работа с Де Ниро, по признанию Мёрфи, стала для него одним из самых волнительных профессиональных опытов: «Моему герою полагалось испытывать страх перед его персонажем. Но мне не пришлось ничего изображать — Де Ниро обладает такой харизмой, которую невозможно сыграть. Это дар, которым я сам никогда не обладал». Несмотря на звёздный состав, фильм получил разгромные рецензии и провалился в прокате. Тогда же Мёрфи в третий раз воплотил на экране образ Пугала в «Тёмном рыцаре: Возрождение легенды» и сыграл второстепенную роль в британской независимой драме «Сломленные», за которую был номинирован на премию британского независимого кино.
Переломным моментом в карьере актёра стало участие в криминальной телесаге BBC Two «Острые козырьки» (2013—2022), где он исполнил роль Томаса Шелби, главы бандитского клана в послевоенном Бирмингеме. Изначально режиссёр Стивен Найт рассматривал на эту роль Джейсона Стейтема, но после встречи с Мёрфи изменил решение. Как позже признавался Найт, он недооценил актёрский диапазон Мёрфи, пока тот не напомнил ему в смс: «Помни, я — актёр». Сам Мёрфи объяснял своё решение сняться в сериале исключительной глубиной сценария и многогранностью персонажа. Проект снискал огромную популярность, и в 2022 году состоялась премьера последнего шестого сезона.
Параллельно с актёрской работой Мёрфи пробовал себя в режиссуре: в 2013 году он снял клип на песню «Hold Me Forever» группы Money в лондонском театре «Олд Вик», пригласив для съёмок артистов Английского национального балета. В последующие годы он снялся в нескольких кассовых, но холодно встреченных критиками фильмах, включая «Превосходство» (2014) Уолли Пфистера и «В сердце моря» (2015) Рона Ховарда. Кроме того, он вновь сотрудничал с Эндой Уолшем, сыграв в абсурдистской пьесе «Баллитурк» (2014), где его партнёром стал Стивен Рид.

### 2016—н.в.: «Оппенгеймер» и предстоящие проекты
В 2016 году Мёрфи снялся в криминальной комедии Бена Уитли «Перестрелка», а также воплотил на экране образ чехословацкого солдата Йозефа Габчика, участника операции «Антропоид» — покушения на нацистского преступника Рейнхарда Гейдриха — в одноимённом фильме. Критик The Telegraph Руперт Хоуксли, хотя и высоко оценил игру актёра, отметил, что его персонажу «не приходится делать ничего сложнее, чем курить и выглядеть озадаченным».
Год спустя Мёрфи появился в военной драме Кристофера Нолана «Дюнкерк», сыграв потрясённого войной офицера, спасённого с тонущего корабля. Фильм имел громкий успех у зрителей и критиков. Сам актёр подчёркивал, что его безымянный герой, обозначенный в титрах как «Дрожащий солдат», олицетворяет тысячи реальных людей, переживших глубокую психологическую травму на войне. В 2019 году Мёрфи исполнил роль Миллера в шпионском триллере «Анна», а в 2021-м присоединился к актёрскому составу хоррора «Тихое место 2», где сыграл Эмметта — угрюмого выжившего, который неохотно помогает семье Эбботтов после событий первой части. Обозреватель The Guardian Питер Брэдшоу восторженно отозвался о его работе.

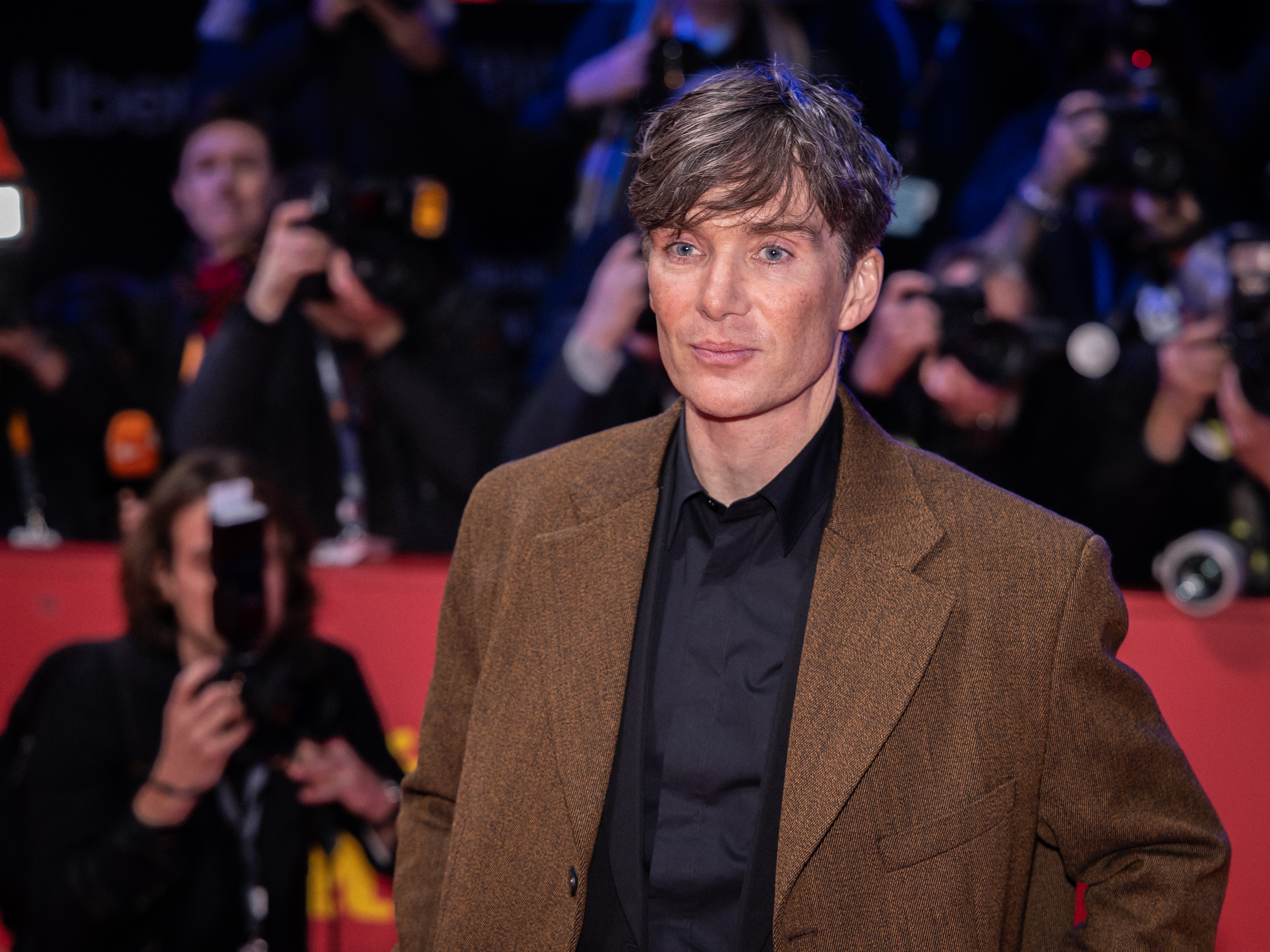
На «Берлинале-2024» с фильмом «Мелочи жизни»

Одной из самых значительных ролей в карьере актёра стало воплощение образа «отца атомной бомбы» Роберта Оппенгеймера в одноимённом биографическом триллере Нолана. Это шестой совместный проект режиссёра и актёра, но первый, где Мёрфи занял главную роль. Для максимального погружения в роль он радикально похудел, чтобы соответствовать худощавому облику учёного, изучил множество материалов о его жизни и даже вдохновлялся образом Дэвида Боуи 1970-х. Вышедший в 2023 году фильм собрал почти миллиард долларов и получил восторженные отзывы критиков. Игра Мёрфи была названа «гипнотической»: рецензент Empire Дэн Джолин писал, что актёр, словно «пульсирующее ядро», удерживает внимание зрителя на протяжении всей картины. За эту работу он удостоился «Золотого глобуса», BAFTA, премии Гильдии киноактёров США и «Оскара» за лучшую мужскую роль.
В феврале 2024 года Мёрфи основал собственную продюсерскую компанию Big Things Films совместно с Аланом Молони. Уже в том же году он выступил продюсером и исполнителем главной роли в исторической драме «Мелочи жизни», открывшей 74-й Берлинский кинофестиваль, а также начал работу над проектом «Стив» в сотрудничестве с Netflix. В ближайших планах актёра — съёмки в сиквелах культового зомби-хоррора «28 дней спустя» («28 лет спустя» и «28 лет спустя. Часть II: Костяной храм»), а также возвращение к роли Томаса Шелби в фильме «Острые козырьки», который станет продолжением одноимённого сериала. Кроме того, он выступит продюсером и сыграет главную роль в шахтёрской драме «Кровь истекает углём».

### Прочая деятельность
В 2015 году актёр принял участие в записи альбома 8:58 Пола Хартнолла, исполнив вокальные партии в треках «8:58» и The Clock". Они познакомились, когда Хартнолл работал над музыкой ко второму сезону «Острых козырьков».
С 2020 года Мёрфи является ведущим авторской радиопрограммы Limited Edition на BBC Radio 6 Music, где делится любимой музыкой из личной коллекции и отвечает на вопросы слушателей. К 2024 году вышло три сезона шоу, состоящих из 28 эпизодов.

## Личная жизнь
В 2004 году Киллиан Мёрфи сочетался браком со своей давней возлюбленной Ивонн Макгиннесс, с которой познакомился ещё в 1996 году на концерте своей рок-группы. Первоначально пара проживала в Дублине, однако в 2001 году супруги переехали в Лондон, чтобы Ивонн могла получить образование в престижном Королевском колледже искусств. Спустя четырнадцать лет, в 2015 году, они вернулись в Ирландию, где и обосновались. В этом браке у актёра родились два сына — в 2005 и 2007 годах.
Несмотря на католическое воспитание, мировоззрение Мёрфи претерпело значительную эволюцию. В своих интервью он признавался, что долгое время находился на грани агностицизма, однако работа над ролью физика и астронавта в научно-фантастическом фильме «Пекло» (2007) окончательно склонила его к атеизму. Тем не менее, в 2019 году актёр отмечал, что христианские ценности продолжают влиять на его моральные принципы и систему этических координат.
На протяжении пятнадцати лет Мёрфи придерживался вегетарианской диеты, хотя изначально этот выбор был продиктован не этическими соображениями, а опасениями заразиться коровьим бешенством. Позже он также выражал обеспокоенность в связи с неэкологичными методами современного агропромышленного производства. Однако во время подготовки к роли в сериале «Острые козырьки» актёр временно вернулся к употреблению мяса, чтобы набрать необходимую мышечную массу. Как сообщалось в одном из интервью 2022 года, впоследствии он вновь отказался от животной пищи.

## Публичный образ

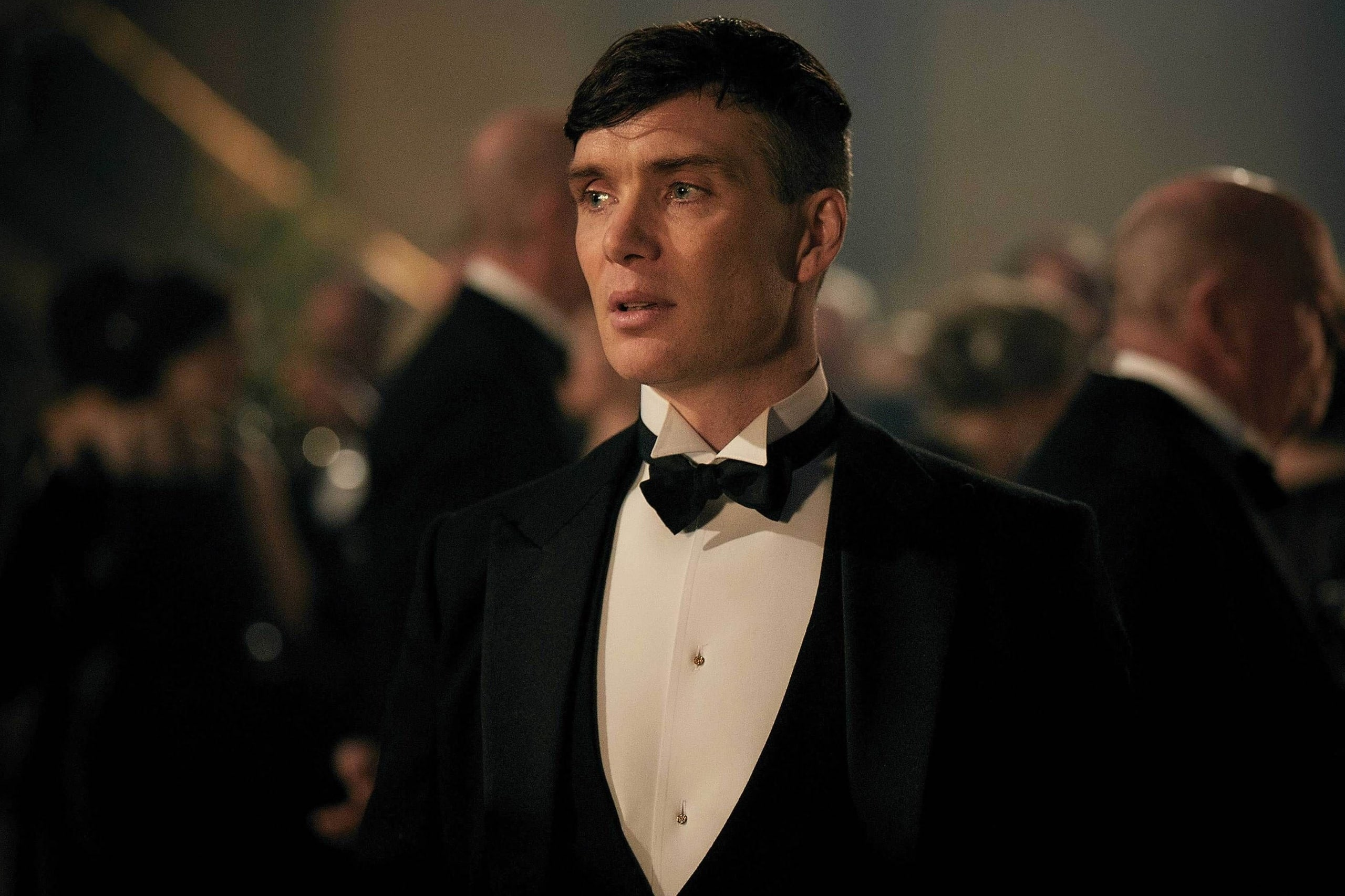
В образе Томаса Шелби из сериала «Острые козырьки» (2022)

Киллиан Мёрфи известен своей сдержанностью и стремлением к приватности, открыто признавая отсутствие интереса к миру знаменитостей. Для него выход на красную дорожку — скорее испытание, которое он не стремится преодолеть. Актёр сознательно ведёт образ жизни, далёкий от скандалов и внимания бульварной прессы, подчёркивая: «Я не создаю поводов для сплетен, не путаюсь в интригах и не валяюсь пьяным в канавах». Он крайне редко обсуждает личную жизнь и долгое время избегал телевизионных ток-шоу, впервые появившись на ирландском The Late Late Show лишь в 2010 году для продвижения фильма «Щедрость Перье» — но даже тогда оставался немногословен.
Его интровертированность и отстранённость от соцсетей породили среди поклонников множество мемов, высмеивающих невозмутимую холодность во время интервью и пресс-конференций. Когда в 2017 году Мёрфи спросили о популярном меме «Разочарованный Киллиан Мёрфи», он лишь удивился: «А что такое мем?». В 2023 году усталый и разочарованный взгляд актёра в очередной раз стал «мемом».
Несмотря на закрытость, его стиль и харизма не остались незамеченными: в 2015 году GQ включил его в список 50 самых стильных мужчин мира, а в 2024-м он стал лицом итальянского модного дома Versace. При этом Мёрфи снискал репутацию необычного секс-символа — обаятельного именно своей загадочностью и отсутствием нарочитого стремления нравиться.

## Активизм
Киллиан Мёрфи активно участвует в общественной жизни Ирландии, уделяя особое внимание вопросам социальной справедливости и гражданской активности. В 2007 году он присоединился к кампании Rock the Vote Ireland, направленной на вовлечение молодёжи в политический процесс перед всеобщими выборами. Помимо этого, он поддерживал организацию Focus Ireland, выступая за права бездомных и привлекая внимание к этой острой социальной проблеме.
В 2011 году актёр стал покровителем Центра исследований детства и семьи при Ирландском национальном университете в Голуэе, учреждённого под эгидой ЮНЕСКО. Его сотрудничество с центром тесно связано с деятельностью профессора Пэта Долана, занимающего пост директора организации и возглавляющего кафедру ЮНЕСКО по вопросам детей, молодёжи и гражданской вовлечённости.
Мёрфи не оставался в стороне и от трудовых конфликтов: в феврале 2012 года он публично выразил солидарность с работниками компании Vita Cortex, организовавшими сидячую забастовку на своём предприятии. В своём обращении он подчеркнул значимость их борьбы для всего общества, отметив, что подобные действия заставляют задуматься о важных для нации ценностях.
Одним из ключевых моментов его гражданской позиции стала поддержка референдума 2018 года об отмене Восьмой поправки к Конституции Ирландии, ограничивавшей доступ к абортам. Мёрфи использовал свою популярность, чтобы призвать мужчин выступить на стороне женщин и проголосовать за изменение законодательства, в том числе в эфире The Blindboy Podcast, где обсуждались социальные и этические аспекты этой инициативы. Его участие в дискуссии способствовало широкому общественному резонансу вокруг вопроса.

## Избранная фильмография
| Год        |     | Русское название                       | Оригинальное название           | Роль                                                |
| ---------- | --- | -------------------------------------- | ------------------------------- | --------------------------------------------------- |
| 2001       | ф   | Дискосвиньи                            | Disco Pigs                      | Даррен «Свин»                                       |
| 2001       | с   | Дороги, которые мы выбираем            | The Way We Live Now             | Пол Монтегю                                         |
| 2002       | ф   | 28 дней спустя                         | 28 Days Later                   | Джим                                                |
| 2003       | ф   | Девушка с жемчужной серёжкой           | Girl with a Pearl Earring       | Питер                                               |
| 2003       | ф   | Разрыв                                 | Intermission                    | Джон                                                |
| 2003       | ф   | Холодная гора                          | Cold Mountain                   | Бардольф                                            |
| 2005       | ф   | Бэтмен: Начало                         | Batman Begins                   | доктор Джонатан Крэйн / Пугало                      |
| 2005       | ф   | Ночной рейс                            | Red Eye                         | Джексон Риппнер                                     |
| 2005       | ф   | Завтрак на Плутоне                     | Breakfast On Pluto              | Патрик (Патриция) «Киттен» Брэйден                  |
| 2006       | ф   | Ветер, который качает вереск           | The Wind That Shakes the Barley | Демиан О’Донован                                    |
| 2007       | ф   | Пекло                                  | Sunshine                        | Роберт Кейпа                                        |
| 2007       | ф   | Насмотревшись детективов               | Watching the Detectives         | Нейл                                                |
| 2008       | ф   | Тёмный рыцарь                          | The Dark Knight                 | доктор Джонатан Крэйн / Пугало (в титрах не указан) |
| 2008       | ф   | Запретная любовь                       | The Edge of Love                | Уильям Киллик                                       |
| 2009       | ф   | Щедрость Перрье                        | Perrier’s Bounty                | Майкл Маккрей                                       |
| 2009       | кор | Вода                                   | The Water                       | сын                                                 |
| 2010       | ф   | Пикок                                  | Peacock                         | Джон Скилпа/Эмма Скилпа                             |
| 2010       | ф   | Хиппи Хиппи Шейк                       | Hippie Hippie Shake             | Ричард Невилл                                       |
| 2010       | ф   | Начало                                 | Inception                       | Роберт Фишер                                        |
| 2010       | ф   | Трон: Наследие                         | Tron Legacy                     | Эдвард Диллинджер-младший (в титрах не указан)      |
| 2011       | ф   | Время                                  | In Time                         | Страж времени Рэймонд Леон                          |
| 2011       | ф   | Отступление                            | Retreat                         | Мартин                                              |
| 2011       | ф   | Сломленные                             | Broken                          | Майк Кирнан                                         |
| 2012       | ф   | Красные огни                           | Red Lights                      | Том Баккли                                          |
| 2012       | ф   | Тёмный рыцарь: Возрождение легенды     | The Dark Knight Rises           | доктор Джонатан Крэйн / Пугало                      |
| 2013 —2022 | с   | Острые козырьки                        | Peaky Blinders                  | Томас Шелби                                         |
| 2014       | ф   | Превосходство                          | Transcendence                   | агент Бьюкенен                                      |
| 2014       | ф   | В воздухе                              | Aloft                           | Айван                                               |
| 2015       | ф   | В сердце моря                          | In the Heart of the Sea         | Мэттью Джой                                         |
| 2016       | ф   | Антропоид                              | Anthropoid                      | Йозеф Габчик                                        |
| 2016       | ф   | Перестрелка                            | Free Fire                       | Крис                                                |
| 2017       | ф   | Дюнкерк                                | Dunkirk                         | Выживший солдат                                     |
| 2017       | ф   | Вечеринка                              | The Party                       | Том                                                 |
| 2018       | ф   | Сезон измен                            | Delinquent Season               | Джим                                                |
| 2019       | ф   | Анна                                   | Anna                            | Ленни Миллер                                        |
| 2021       | ф   | Тихое место 2                          | A Quiet Place: Part II          | Эмметт                                              |
| 2023       | ф   | Оппенгеймер                            | Oppenheimer                     | Роберт Оппенгеймер                                  |
| 2024       | ф   | Мелочи жизни                           | Small Things Like These         | Билл Ферлонг                                        |
| 2025       | ф   | Стив                                   | Steve                           | Стив                                                |
| 2026       | ф   | 28 лет спустя. Часть II: Костяной храм | 28 Years Later: The Bone Temple | Джим                                                |
| TBA        | ф   | Острые козырьки                        | The Immortal Man                | Томас Шелби                                         |

## Награды и достижения
Киноиндустрия принесла Киллиану Мёрфи широкую известность и коммерческий успех, особенно благодаря многолетнему сотрудничеству с режиссёром Кристофером Ноланом. В числе их совместных работ — такие знаковые картины, как «Оппенгеймер», «Начало», «Бэтмен: Начало» и «Дюнкерк», каждая из которых стала значимым событием в мировом кинематографе. Феномен «Барбенгеймера» — беспрецедентного ажиотажа вокруг одновременного проката «Оппенгеймера» и фильма «Барби» — не только укрепил позиции Мёрфи в индустрии, но и привёл к его включению в авторитетный список самых влиятельных персон 2023 года по версии издания Variety.
Помимо блокбастеров, в фильмографии актёра присутствуют глубокие и художественно значимые работы, такие как «Тихое место 2» и «Ветер, который качает вереск», получившие признание как у критиков, так и у зрителей. Творческие достижения Мёрфи отмечены рядом престижных наград, среди которых четыре премии Ирландской кино- и телеакадемии, премия BAFTA, «Золотой глобус» и, наконец, высшая кинематографическая награда — «Оскар», подчеркнувшая его выдающийся вклад в искусство кино.
| Награды и номинации                              | Награды и номинации | Награды и номинации                      | Награды и номинации                             | Награды и номинации |
| Награда                                          | Год                 | Категория                                | Фильм                                           | Итог                |
| ------------------------------------------------ | ------------------- | ---------------------------------------- | ----------------------------------------------- | ------------------- |
| Оскар                                            | 2024                | Лучшая мужская роль                      | Оппенгеймер                                     | Награда             |
| BAFTA                                            | 2007                | Восходящая звезда                        | —                                               | Номинация           |
| BAFTA                                            | 2024                | Лучшая мужская роль                      | Оппенгеймер                                     | Награда             |
| Премия Британской Академии в области телевидения | 2023                | Лучший телеактёр                         | Острые козырьки                                 | Номинация           |
| Премия Европейской киноакадемии                  | 2006                | Лучший актёр                             | Завтрак на Плутоне Ветер, который качает вереск | Номинация           |
| Золотой глобус                                   | 2006                | Лучшая мужская роль — комедия или мюзикл | Завтрак на Плутоне                              | Номинация           |
| Золотой глобус                                   | 2024                | Лучшая мужская роль — драма              | Оппенгеймер                                     | Награда             |
| Премия Гильдии киноактёров США                   | 2024                | Лучшая мужская роль                      | Оппенгеймер                                     | Награда             |